# Кийвит, Яан (старший)
Яан Кийвит — старший (эст. Jaan Kiivit; 27 февраля 1906, Лифляндская губерния, Российская империя (ныне волость Тарвасту, Вильяндимаа, Эстония) — 3 августа 1971, Таллин) — эстонский религиозный деятель, богослов, архиепископ эстонской евангелическо-лютеранской церкви (1949—1967).

## Биография
Сын мельника. В 1932 году окончил факультет протестантского богословия Тартуского университета. В 1932 году рукоположен в пастора, с 1940 года — пробст в Виру-Яагупи волости Винни.
В 1948 году стал пастором таллинской церкви Св. Иоанна и одновременно пробстом Таллина.
Поскольку Яан Кийвит считался лояльным к СССР, в 1949 году был назначен сперва епископом, и в том же году — на вакантную с 1944 года должность архиепископа эстонской евангелическо-лютеранской церкви. На этом посту служил до 1967 года до ухода на пенсию из-за его плохого состояния здоровья и усилившихся конфликтов с государственными органами Эстонской ССР. Его преемником стал Альфред Тооминг.
Будучи архиепископом активно занимался экуменическими отношениями с другими церквями, в июне 1958 года участвовал в работе Христианской конференции мира в Праге, других встречах церковных деятелей, в создании Конференции европейских церквей в 1959 году и был избран одним из её первых президентов.
Был ректором Института теологии эстонской евангелическо-лютеранской церкви. В 1959 году стал почётным доктором наук университетов Лейпцига и Праги, а в 1963 году — Хельсинки и Парижа.
По архивным данным в 1948 году был завербован в качестве агента НКВД/КГБ под псевдонимом «Юри»
Его сын — Яан Кийвит-младший (1940—2005) был также архиепископом эстонской евангелическо-лютеранской церкви в 1994—2005 гг.
Похоронен в Таллине на кладбище Рахумяэ.